# Wilhelm Wehrhahn
Wilhelm Wehrhahn (* 28. Februar 1857 in Göttingen; † 23. Januar 1926 in Hannover) war ein deutscher Realschullehrer, Schulrektor und Botaniker, Flurnamensammler und Sachbuchautor sowie Heimatforscher und Fotograf.

## Leben

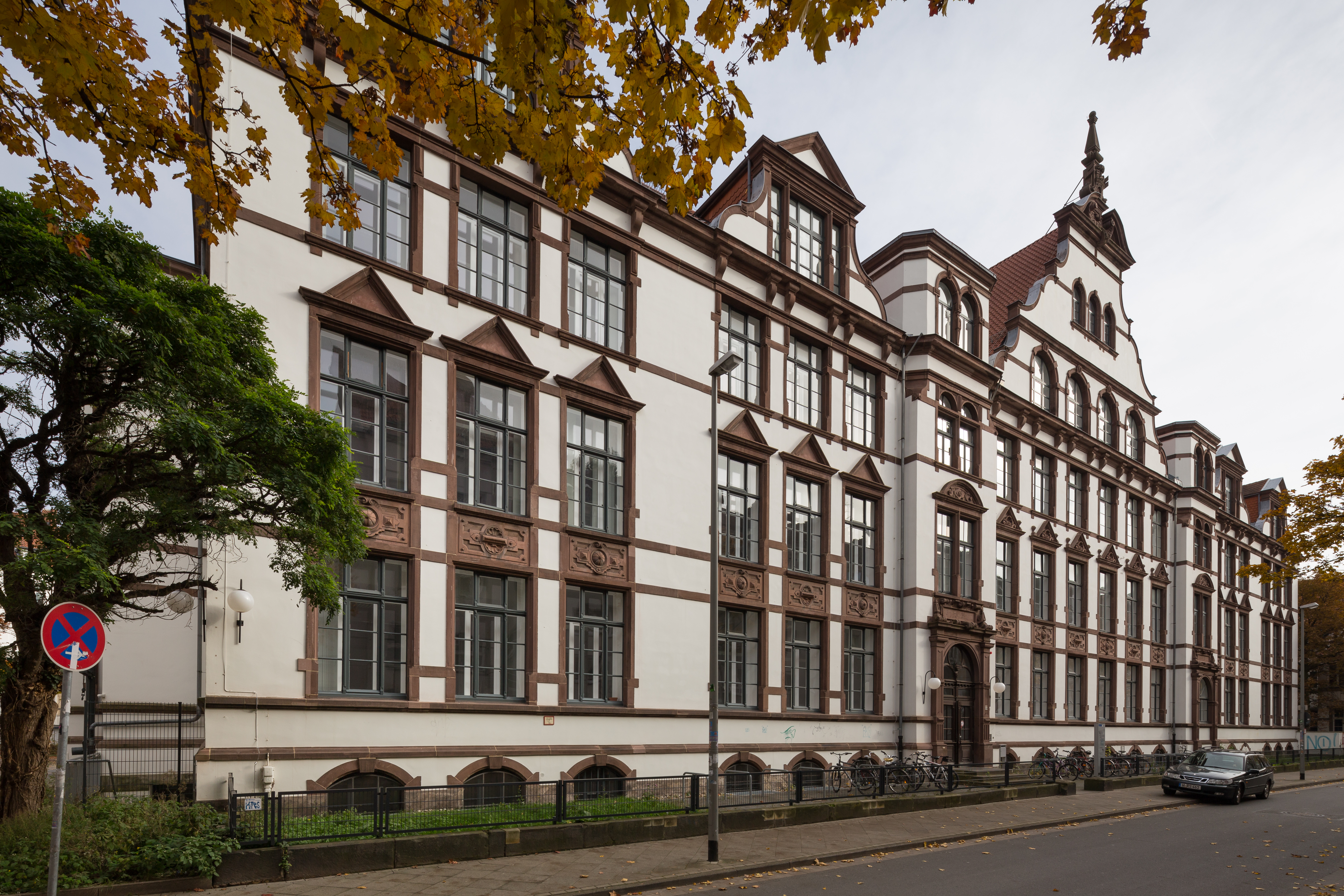
In der Bürgerschule Am Kleinen Felde in der Nordstadt unterrichtete Wehrhahn mehr als zwei Jahrzehnte

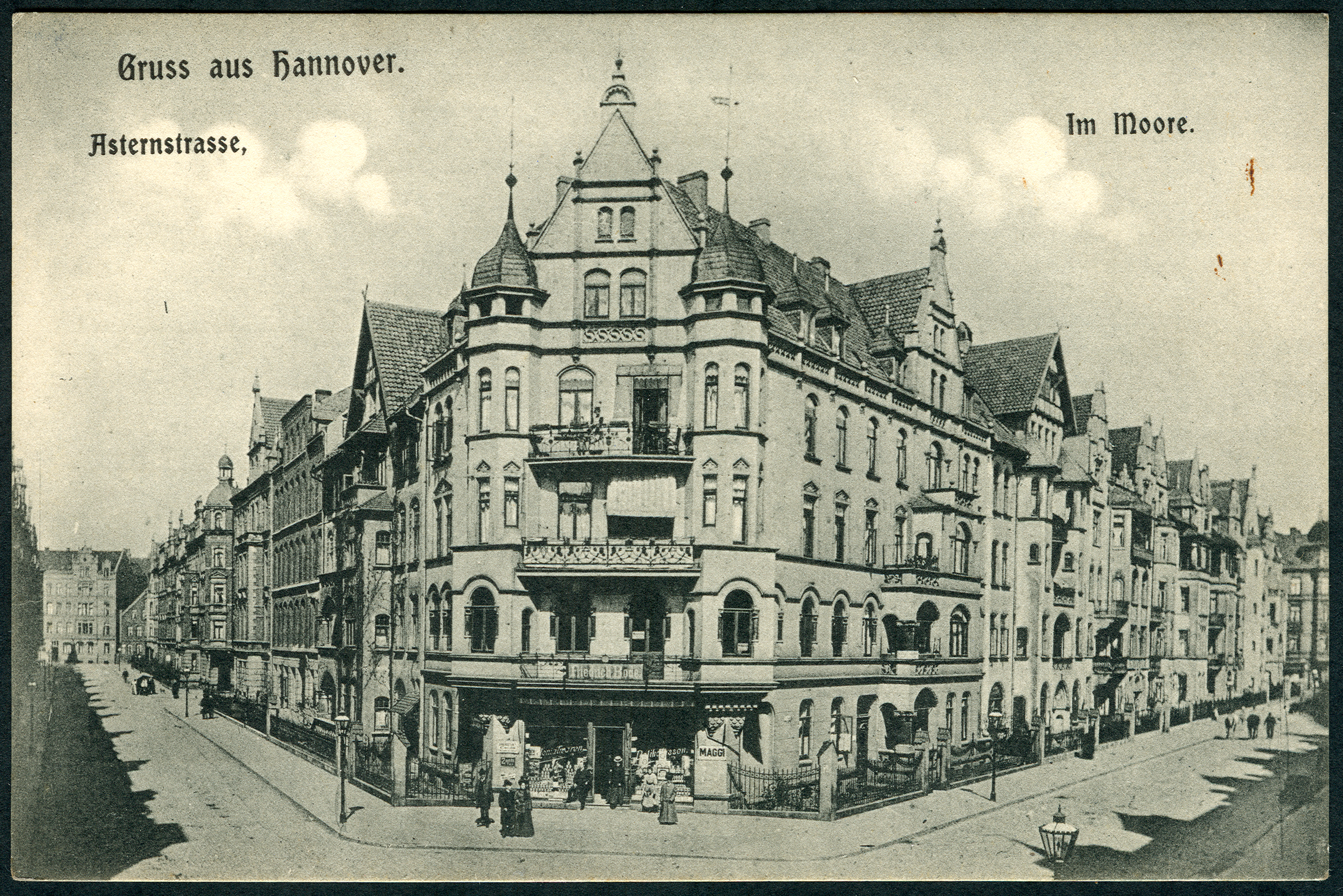
Eckhaus Im Moore 26 (heute Hausnummer 33) Ecke Asternstraße, Anfang des 20. Jahrhunderts Wohnsitz von Wilhelm Wehrhahn;
Ansichtskarte von E. A. Fischer, um 1905

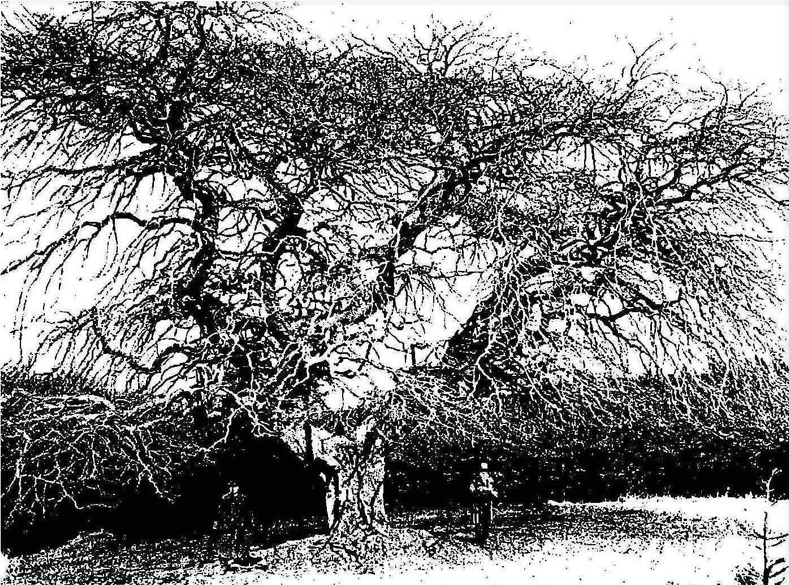
Die Tilly-Buche (Fagus sylvatica 'Tortuosa') bei Raden im Süntel, Auetal, Landkreis Schaumburg; Wehrhahns Foto wurde erstmals 1902 in Möllers Deutsche Gärtner-Zeitung veröffentlicht

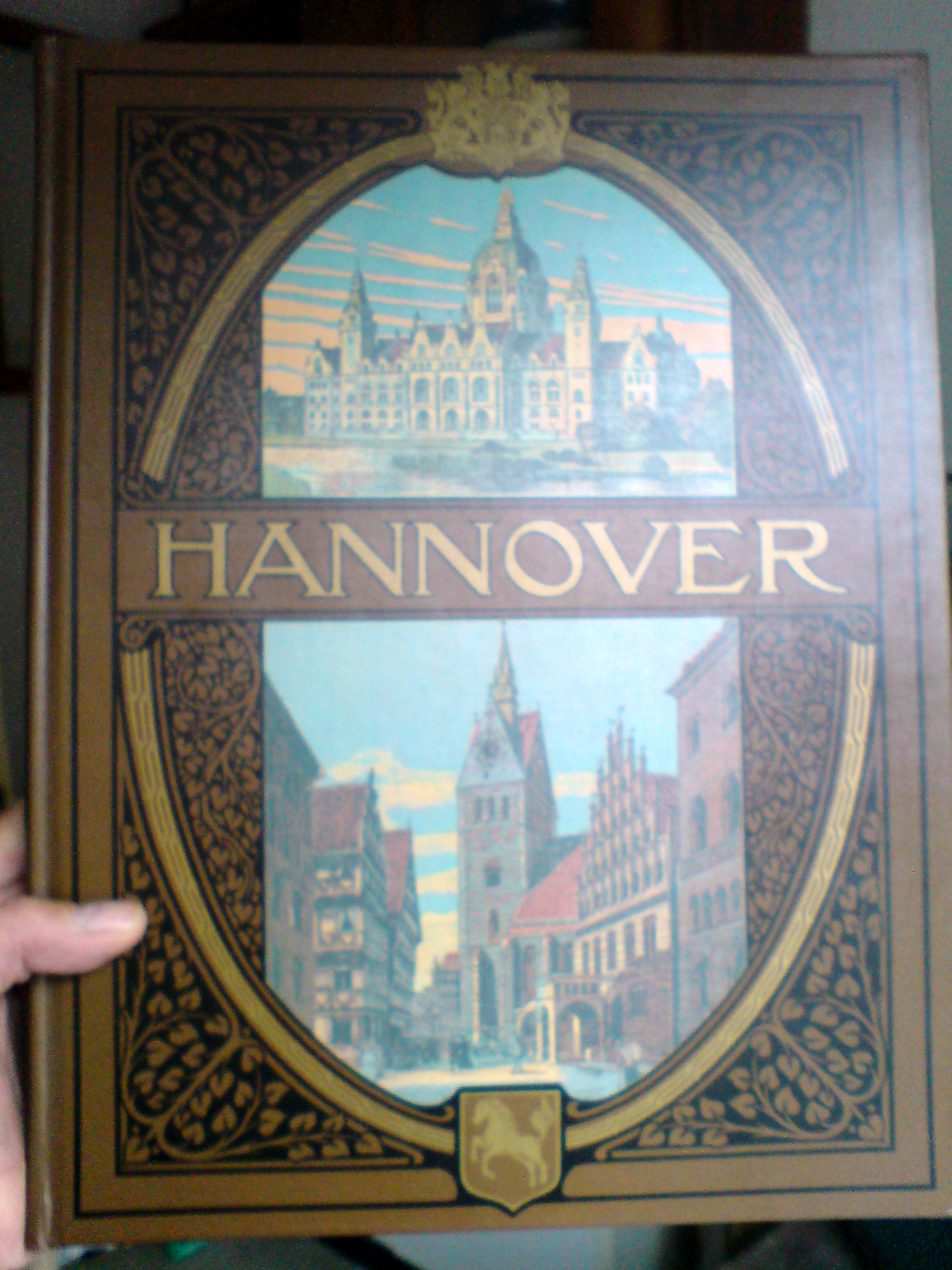
Titelseite Hannover in Wort und Bild, 1910 herausgegeben vom Verein für Fremdenverkehr in Hannover

Der Stadtschulrat Dr. phil. Wilhelm Wehrhahn trat im Jahr 1885 in den Schuldienst der Stadt Hannover ein und arbeitete zunächst an der Schule an der Goseriede sowie an derjenigen in der Hagenstraße. Ab 1898 bis zu seiner Pensionierung arbeitete er an der Bürgerschule Am Kleinen Felde in Hannover, an der er nach dem Tode des Direktors Gustav Feddeler im Jahr 1920 die Schulleitung übernahm.
Doch noch zur Zeit des Deutschen Kaiserreichs war der Pädagoge Wilhelm Wehrhahn, der 1908 seinen Wohnsitz im Haus Im Moore 26 II in Hannover hatte, als Fotograf mit zahlreichen Aufnahmen beteiligt an den Illustrationen in Adolf Kieperts 1910 erschienenen und vom Verein zur Förderung des Fremdenverkehrs in Hannover herausgegebenen Werk Hannover in Wort und Bild.
1912 und 1913 engagierte sich der Flurnamensammler als Mitglied der NAfH-Flurnamenkommission. Laut der Naturhistorischen Gesellschaft zu Hannover war Wehrhahn zudem Mitglied im Heimatbund Niedersachsen sowie Mitglied im Hannoverschen Provinzialkomitees für Naturdenkmalpflege mit Sitz in Hannover.

## Schriften
- Flora der Laub- und Lebermoose für die Umgebung der Stadt Hannover. Eine geographisch-floristische Heimatkunde für das Gebiet. Mit 9 Vegetationsbildern [Tafeln] nach photographischen Aufnahmen des Verfassers, 126 Seiten, Hannover: C. V. Engelhard & Co., 1921; Inhaltsverzeichnis
- Das Landschaftsbild der Umgebung von Hannover und seine Entstehung. Eine naturgeschichtliche Heimatkunde auf geologischer Grundlage, Hannover: C. V. Engelhard & Co.;
  - Teil 1: 1924-1925, 142 teils illustrierte Seiten (Tafeln);
  - Teil 2: Wanderungen und Fahrten im Weserbergland, 102 Seiten, teils mit Abbildungen

## Beispielhafte Fotografien
In Oswald Reißert: Das Weserbergland und der Teutoburger Wald aus der Reihe „Monographien zur Erdkunde“. Velhagen und Klasing. Bielefeld und Leipzig, 2. unveränderte Auflage, 1925 (Erstauflage 1909), finden sich beispielsweise folgende Fotografien Wehrhahns:

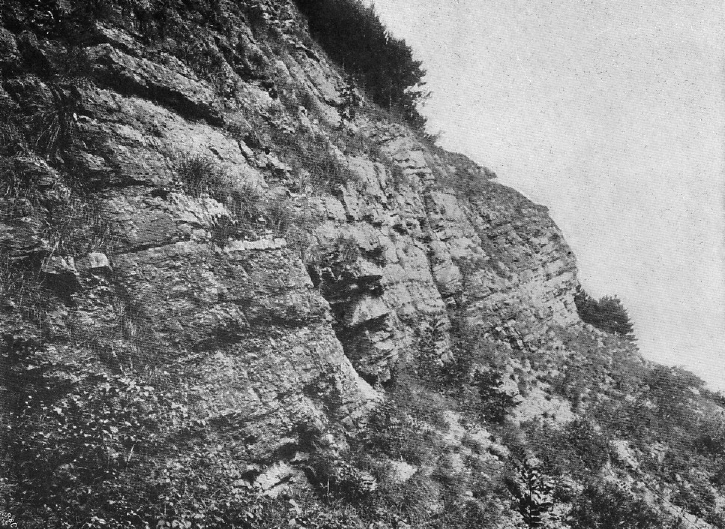
„Schichtung der Muschelkalk-Formation bei Bodenwerder“
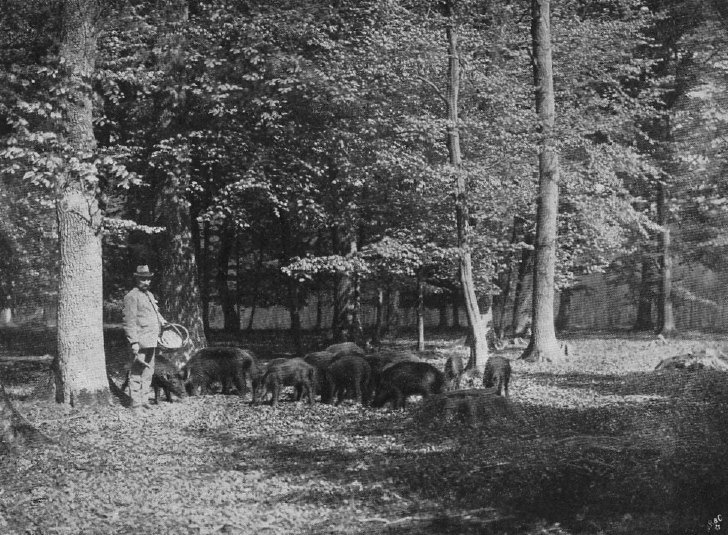
„Saukörnung im Kleinen Deister bei Springe“
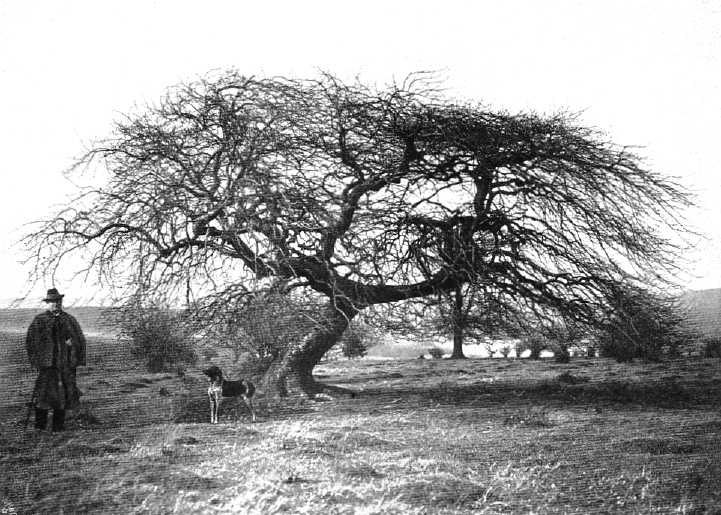
„Süntelbuche auf der Schafweide bei Hülsede“